# Ivar Saldanha
Ivar Figueiredo Saldanha, mais conhecido como Ivar Saldanha, (Rosário, 8 de março de 1921 — São Luís, 2 de fevereiro de 1999) foi um político brasileiro.
Ivar Saldanha foi presidente da Caixa Econômica Federal no Maranhão, prefeito de São Luís por três vezes, deputado estadual por sete vezes (exercendo quatro vezes o cargo de presidente da Assembleia Legislativa), deputado federal por duas vezes e conselheiro do Tribunal de Contas do Estado.

## Biografia
Ingressou na Rede Ferroviária Federal S.A. em 1945, sendo funcionário da empresa até 1947, quando se transferiu para a Caixa Econômica Federal, ocupando uma diretoria até 1950. Nesse ano desincompatibilizou-se do cargo para concorrer a mandato eletivo. De perfil influente no cenário maranhense, chefiou diversos gabinetes da administração pública do estado e exerceu funções legislativas e executivas, destacando-se como deputado estadual, prefeito de São Luís em três ocasiões, deputado federal por duas vezes e, por fim, governador do Maranhão.

## Trajetória profissional
Em outubro de 1950, Ivar Saldanha elegeu-se deputado estadual pelo Partido Social Trabalhista (PST), tomando posse em fevereiro de 1951 na Assembleia Legislativa do Maranhão. Reeleito em 1954 pelo Partido Social Democrático (PSD), foi nomeado secretário de Finanças do Maranhão no governo do líder estadual José de Matos Carvalho (1957–1961). Em 1958, conseguiu novo mandato de deputado estadual, chegando a presidir a Assembleia Legislativa em um dos biênios dessa legislatura.
Paralelamente, exerceu o cargo de prefeito de São Luís por três vezes, sempre mediante nomeação do governador do estado. Primeiro, em meados de 1957 o governador Matos Carvalho o indicou para a prefeitura da capital, cargo que ocupou brevemente ao deixar a Assembleia Legislativa para servir no Executivo municipal. Após renunciar ao cargo de secretário de Finanças para concorrer novamente ao Legislativo estadual, Saldanha foi eleito e em seguida nomeado pela segunda vez prefeito de São Luís, período no qual implementou um abrangente plano de melhorias urbanas – ampliando a rede de abastecimento, saneamento e serviços públicos –, o que lhe rendeu forte prestígio popular. Em 1976, já no regime militar, atendeu convite do governador Nunes Freire e assumiu pela terceira vez a prefeitura de São Luís; deixou o posto próximo à campanha eleitoral de 1978 para voltar à Assembleia Legislativa. Em todas essas gestões municipais, Ivar Saldanha dedicou-se especialmente a projetos de habitação popular e infraestrutura urbana, chegando a dar origem a conjuntos residenciais batizados em sua homenagem.
Eleito deputado federal em outubro de 1962 (mandato 1963–1967), Saldanha integrou a Câmara dos Deputados ainda no governo do presidente João Goulart. Assumiu o mandato em fevereiro de 1963 e foi nomeado vice-líder de sua bancada a partir de junho daquele ano. Com a instauração do bipartidarismo em 1965, ingressou na Aliança Renovadora Nacional (Arena) e reelegeu-se deputado federal nas eleições de 1966.
Após dois mandatos em Brasília (1963–1971), Saldanha retornou à política estadual: em novembro de 1970 foi eleito novamente deputado estadual (tomou posse em fevereiro de 1971) e reelegeu-se nas legislativas de 1974 e 1978. Com a extinção do bipartidarismo e o fim da Arena, migrara então para o Partido Democrático Social (PDS) em 1979. Em 1982, passou à linha sucessória do executivo estadual: após o vice-governador Artur Carvalho ter falecido em janeiro e o governador João Castelo renunciar ao mandato em maio para disputar o Senado, Saldanha, então presidente da Assembleia Legislativa, assumiu interinamente o governo do Maranhão em 14 de maio de 1982. Sua nomeação como governador foi imediatamente questionada pela Justiça local, mas o STF confirmou sua posse, permitindo-lhe exercer o cargo até a posse do governador eleito Luís Rocha em 15 de março de 1983.
Anos depois, foi novamente eleito deputado estadual em 1986, na legenda do Partido da Frente Liberal (PFL). Assumiu em 1987 e, em 1989, foi eleito novamente presidente da Assembleia Legislativa, coordenando também a Constituinte Estadual que elaborou a Constituição maranhense de 1989. Encerrada essa legislatura em janeiro de 1991, afastou-se da vida política ativa. No mesmo ano, foi nomeado conselheiro do Tribunal de Contas do Estado do Maranhão, cargo em que permaneceu até 1993, quando se aposentou

## Últimos anos
Em 1991, foi nomeado conselheiro do Tribunal de Contas do Estado (TCE), cargo no qual permaneceu até 1993, quando se aposentou.
Em 2 de fevereiro de 1999, morreu no acidente automobilístico em São Luís, aos 77 anos.
Era casado com Amália Aquino Saldanha, com quem teve dois filhos.

## Legado e repercussão
O legado de Ivar Saldanha permanece vivo na memória política e na geografia do Maranhão. A relevância de sua trajetória foi reconhecida em homenagens póstumas. Em 2006, foi apresentado projeto de lei no Congresso Nacional para denominar “Ponte Governador Ivar Figueiredo Saldanha” à nova ponte rodoviária sobre o Rio Itapecuru, simbolizando sua forte identidade com a cidade de Rosário e a ligação com São Luís. Na capital maranhense, bairros populares e creches também receberam seu nome, como o bairro Vila Ivar Saldanha em São Luís. Em cerimônia no Senado Federal de fevereiro de 1999, os senadores maranhenses José Sarney, Edison Lobão e João Alberto de Souza assinaram requerimento de pesar pelo falecimento de Saldanha, destacando sua “importância na vida pública do Estado”. A imprensa local frequentemente cita seus mandatos e políticas quando se relembram os antigos prefeitos e deputados do Maranhão, e o centenário de seu nascimento, em 2021, foi marcado por artigos comemorativos em jornais regionais. Essas tributos refletem seu papel histórico como figura pública influente na política estadual por várias décadas.